# Anagrus obscurus
Anagrus obscurus is een vliesvleugelig insect uit de familie Mymaridae. De wetenschappelijke naam is voor het eerst geldig gepubliceerd in 1861 door Förster.